# Urbano Rattazzi
Urbano Rattazzi (20 de juny de 1808 - 5 de juny de 1873) va ser un estadista italià. Nascut a Alessandria (municipi del Piemont), Regne d'Itàlia, l'any 1808. Va ser enviat a la cambra de diputats en Torí com a representant del seu poble natiu. Fou president del consell de ministres italià en dues ocasions. La seva posició en la Qüestió Romana l'obligà a dimitir.